# چوی وونگ
چوی وونگ (کره‌ای: 최선웅؛ زادهٔ چوی سون وونگ در ۲۸ دسامبر ۱۹۸۶) بازیگر و مدل اهل کره جنوبی است. او در مجموعه‌های تلویزیونی همچون نسل خورشید و بازی پول ایفای نقش کرده‌است.

## فیلم‌شناسی

### فیلم
| سال  | عنوان         | نقش             | توضیحات |
| ---- | ------------- | --------------- | ------- |
| ۲۰۰۱ | سو روم        | پسر نویسنده لی  |         |
| ۲۰۱۰ | جمهوری کره ۱٪ | دسته سه تیم اول |         |
| ۲۰۲۲ | روزهای تصور   | چوی چول گی      | [ ۱ ]   |